# Traité de Bâle (22 juillet 1795)
Pour les articles homonymes, voir Traité de Bâle.
Le traité de Bâle est un ensemble de deux traités signés en 1795 respectivement entre la France et la Prusse (le 5 avril) et entre la France et l’Espagne (le 22 juillet - 4 thermidor an III). Les deux pays signaient la paix avec la France révolutionnaire victorieuse et abandonnent ainsi la Première Coalition.

## Les traités
Le premier traité a été signé le 5 avril 1795 entre le royaume de Prusse et la République française. Par ce traité, la Prusse cédait les territoires rhénans situés à l’ouest du Rhin.
Le second traité a été ensuite signé le 22 juillet 1795, entre la République française et le royaume d'Espagne. Il a signifié la fin d’un conflit, connu sous les noms de guerre du Roussillon ou de guerre de la Convention, qui opposait les deux pays depuis 1793. Cette guerre, bien qu’elle ait débuté favorablement pour l'Espagne, a conduit à un revers sévère pour les armées espagnoles en aboutissant à l’invasion française des territoires espagnols de la Catalogne, du Pays basque et de la Navarre (la France occupait même Miranda de Ebro).
Vu l'évolution défavorable du conflit, Manuel Godoy avait déjà signé un traité préalable en juin 1795. Dans cet accord préliminaire, le gouvernement espagnol proposait la reconnaissance de la République française en compensation du maintien des limites territoriales espagnoles puisque la France voulait annexer le Guipuscoa, occupée par ses troupes. En outre, l’Espagne demandait le rétablissement du culte catholique en France, la libération des enfants de Louis XVI et l’établissement d’une alliance contre la Grande-Bretagne, pays que l’Espagne avait ressenti jusqu’alors comme allié, compte tenu de certaines rencontres surprenantes dans la mer des Caraïbes[évasif].
Après que les armées de la République française, sous les ordres de Dugommier et Moncey, ont envahi le nord de l’Espagne, Godoy, colonel et duc de l’Alcúdia, ministre espagnol qui avait conseillé la guerre, dut se résoudre à conclure la paix et fut décoré pour cela du titre honorifique de prince de la Paix. Godoy, dans ses mémoires (Memórias del Príncipe de la Paz) dit :

« El 2 de agosto de 1794 las tropas francesas cercaron las Provincias Vascas y en 36 horas llegaron a San Sebastián sin encontrar resistencia. La ocupación de San Sebastián no fue un hecho de armas. Varios politicastros guipuzcoanos se dejaron seducir por el general Adrien de Moncey, quien les prometió convertir la provincia en República independiente. Estos crédulos hombres... entregaron la ciudad a los franceses... »

« Le 2 août 1794 les troupes françaises ont encerclé les Provinces basques et en 36 heures sont arrivés à Saint-Sébastien sans trouver de résistance. L'occupation de Saint-Sébastien n'a pas été un fait d'armes. Plusieurs politicards de Guipuzcoa se sont laissés séduire par le général Adrien de Moncey, celui-ci leur ayant promis de transformer la province en République indépendante. Ces hommes crédules… ont livré la ville aux Français… »

Des jours plus tard, les Biscaïens et Alavais (gentilé de Biscaye et d'Alava) s'étaient rendus en masse et le 26 août, le maire déclarait non pas la république comme promise mais la soumission totale à la France, qui la réclamait. Salbert Pinet, commissaire de Napoléon, a ordonné l'emprisonnement de quarante d'entre eux.[pas clair]
La version définitive du traité a été signée le 22 juillet 1795. Il était composé d'un préambule et de dix-sept articles mais également de trois articles secrets et séparés. Dans le traité, on établissait que la France restituait les territoires occupés en Espagne, qui, en compensation du recouvrement des territoires des Pyrénées, céderait à la France la partie orientale de Saint-Domingue (la République dominicaine actuelle). Les Français contrôlaient déjà la partie occidentale de l’île, Saint-Domingue, l'actuel Haïti, depuis la signature du traité de Rijswijk en 1697, les relations commerciales entre les deux pays seraient régularisées.
Les autorités espagnoles sont obligées d'évacuer le territoire dominicain. La colonisation française de l’île de Saint-Domingue entière est officielle. Les clauses secrètes du traité disposaient que l’Espagne ne poursuivrait pas les francisés et que la France libérerait Marie-Thérèse de France, fille de Louis XVI. Il a été signé pour plus tard un nouveau traité, appelé traité de San Ildefonso (1796), dans lequel sera formalisée une alliance contre la Grande-Bretagne.
Pour la libération des quarante Guipuzcoans emprisonnés, un article a été ajouté, stipulant :

« Por cinco años consecutivos desde la ratificación del presente tratado la república francesa podrá hacer extraer de España yeguas y caballos padres de Andalucía, y ovejas y carneros de ganado merino, en número de cincuenta caballos padres, ciento cincuenta yeguas, mil ovejas y cien carneros por año. »

« Pendant cinq années consécutives à partir de la ratification du présent traité la république française pourra faire extraire de l'Espagne des juments et des étalons d'Andalousie, des brebis et moutons mérinos, au nombre de cinquante étalons, cent cinquante juments, mille brebis et cent moutons par année. »

La Grande-Bretagne, l’Autriche et le Portugal restent alors seuls en guerre contre la France.